# 同齿樟味藜
同齿樟味藜（学名：Camphorosma monspeliaca ssp. lessingii）为藜科樟味藜属下的一个亚种。

## 扩展阅读
- 維基物種上的相關：同齿樟味藜